# Bilován
Bilován es un pueblo ubicado en el cantón San Miguel de Bolívar, al sur de la ciudad de Guaranda, en la provincia interandina de Bolívar, Ecuador.

## Historia
La parroquia de Bilován es muy importante dentro de la Historia Nacional, pues en este lugar se realizó la Batalla de Camino Real, el 9 de noviembre de 1820, abriendo el camino para Guaranda, Riobamba, Latacunga, Ambato, Alausí y Machachi, llegando a la Batalla del Pichincha el 24 de mayo de 1822.
En la parroquia existe un Templete donde se rinde homenaje a los Héroes de la Libertad por las escuelas y colegios con actos culturales y cívicos.
El decreto de su parroquialización fue dictado por el presidente de ese entonces, Gabriel García Moreno, el 3 de marzo de 1860, para formar parte del cantón Chimbo, al que perteneció hasta el 22 de agosto de 1915 en que pasó a integrar la jurisdicción del cantón San Miguel.
Bilován surgió como un pequeño poblado ubicado a un costado del camino, que en tiempos coloniales comunicaba a Babahoyo con la extinta localidad de Guapo y comunicaba hacia el norte con la capital del Corregimiento de Chimbo. Posteriormente, en tiempos de la independencia adquiere importancia con el combate de Camino Real, ocurrido el 9 de noviembre de 1820, donde algunos soldados de origen venezolano se quedaron para siempre en estas tierras. 
Iniciada la República, Bilován fue considerada como parroquia, pero tras el cambio de ruta del camino de herradura de Babahoyo hacia San Miguel y Chimbo, el pueblo fue abandonado casi en su totalidad.
En 1879, con la creación de la parroquia San Pablo de Atenas existió la orden de trasladar a la población de Bilován hacia este nuevo emplazamiento. Sin embargo, Manuel Trujillo, oriundo de la localidad, donó la superficie del terreno necesaria para la reedificación de la parroquia, donde se encuentra ubicada en la actualidad.